# 環村
環村（たまきむら）は、千葉県君津郡にあった村。旧天羽郡。
富津市立環小学校、天羽日東バスの停留所（旧自動車駅）「環駅」などにその名をとどめる。

## 地理
- 河川：湊川、志駒川、高宕川

## 沿革
- 1889年（明治22年）4月1日 - 町村制施行に伴い田原村、寺尾村、恩田村、東大和田村、田倉村、高溝村、宇藤原村、大森村、六野村、小志駒村、中郷村が合併して天羽郡環村が成立。
- 1897年（明治30年）4月1日 - 天羽郡が統合されて君津郡となる。
- 1955年（昭和30年）4月25日 - 関豊村と合併して峰上村を新設。同日環村廃止。
- 1963年（昭和38年）10月1日 - 峰上村が天羽町と合併して天羽町を新設。
- 1971年（昭和46年）
  - 4月25日 - 天羽町が富津町、大佐和町と合併して富津町を新設。
  - 9月1日 - 富津町が市制施行して富津市となる。

## 交通

### 道路
- 長狭街道